# Tren de sombras
Tren de sombras (El espectro de Le Thuit) es una película española dirigida por José Luis Guerín que mezcla realidad y ficción. Fue producida en 1997, coincidiendo con el centenario de la invención del cinematógrafo.

## Argumento
El abogado parisino Gérald Fleury sale en la madrugada del 8 de noviembre de 1930 en busca de la luz adecuada para completar su filmación paisajística sobre el lago de Le Thuit (Francia). Ese mismo día fallece en extrañas y aún desconocidas circunstancias. Poco antes había realizado el rodaje de uno de sus recurrentes films familiares. Podemos presenciar en la película varias de estas escenas de la vida de la familia Fleury; comidas, paseos en bicicleta, picnics en el jardín, fiestas en la mansión de Le Thuit... Años más tarde Guerín vuelve a la localidad francesa, donde podemos notar la falta de vitalidad respecto a las imágenes de Fleury; un presente fantasmagórico. Al caer la noche, los antiguos propietarios de la mansión se apoderan de ella mediante las sombras que crea la luna.
El tema principal de la película es el paso del tiempo como parte del deterioro de la vida y del propio cine. Tren de sombras también supone una revelación de lo que es el séptimo arte. Mediante las modificaciones del celuloide, que Guerín muestra intencionadamente durante la película, su repetida detención y retroceso, deja a la luz la intervención del director en el film, desvelando el funcionamiento del cine. La aparición del tren representa al fantasma que remueve recuerdos y que une el pasado con el presente.

## Rodaje
Todas las imágenes fueron filmadas por Guerín, que consigue el aspecto de esta imagen deteriorada gracias a la utilización de una cámara de 16 mm, con la que filmó parte de la película. A mitad de rodaje, su presupuesto se consumió, y debieron posponer el rodaje algunos años, hasta que Pere Portabella, director de cine español, financió el resto de la película, de modo que Guerín pudo volver a Le Thuit con una cámara de 35 mm. 
El director de fotografía es Tomás Pladevall, y la música es de Albert Bover. Las productoras implicadas en el proyecto fueron Grup Cinema-Art, Films 59 y el Institut de Cinema Catalá. Junto al propio Guerín y Portabella, también fueron productores Héctor Faver y Joan Antoni González.

## Reparto
- Juliette Gautier como Hortense Fleury.
- Ivon Orvain como el tío Etienne.
- Anne Céline Auche como Maid.
- Céline Laurent.
- Marc Montserrat.
- Simone Mercier.
- Jessica Andrieu.
- Carlos Romagosa.

## Premios
| Año  | Festival                                                | Premio                                        | Resultado |
| ---- | ------------------------------------------------------- | --------------------------------------------- | --------- |
| 1997 | Festival de cine de Sitges                              | Meliés de Plata                               | Ganador   |
| 1997 | Festival Internacional de cine independiente de Ourense | Mejor Película                                | Ganador   |
| 1997 | Festival de cine de Alcalá de Hernares                  | Premio Pantalla Abierta al Mejor Largometraje | Ganador   |
| 1998 | Fantasporto                                             | Premio Meliés de Oro y Plata                  | Ganador   |
| 1998 | Festival de Bogotá                                      | Sección Oficial                               | Nominada  |
| 1999 | Premio Nacional de Cine de Cataluña                     | Mejor Película                                | Ganador   |
| 1999 | Premios Sant Jordi de Cinematografía                    | Mejor Película Española                       | Ganador   |